# Безменшур
Безменшур — деревня в Кизнерском районе Удмуртии, входит в Безменшурское сельское поселение. Находится в 24 км к северо-западу от Кизнера, в 58 км к западу от Можги и в 126 км к западу от Ижевска.

## Население
| 2010 | 2012 | 2015 |
| ---- | ---- | ---- |
| 305  | ↘296 | ↘260 |

## Улицы
- Верхняя
- Лесная
- Молодёжная
- Полевая
- Садовая
- Сосновая
- Школьная[4]